# Missouri zászlaja
A huszonnégy csillag szerint Missouri volt a 24. állam, amelyet felvettek az Unióba. A medvék az állam méretére és erejére utalnak. A nemzeti címer jelzi, hogy az Unió szerves része, a félhold pedig az „új állam” jelképe (Missouri a Louisianai vásárlás-egyezmény során megszerzett területekből létrehozott második állam).